# Oberriet
Oberriet (gsw. Oberried) – miejscowość i gmina we wschodniej Szwajcarii, w kantonie St. Gallen, w okręgu Rheintal.

## Demografia
W Oberriet mieszka 9 057 osób. W 2021 roku 18,2% populacji gminy stanowiły osoby urodzone poza Szwajcarią. 

## Transport
Przez teren gminy przebiegają autostrada A13 oraz drogi główne nr 13 i nr 434. 